# Il nipote d'America
Il nipote d'America è un film muto italiano del 1917 diretto da Gennaro Righelli.